# 查斯科穆斯

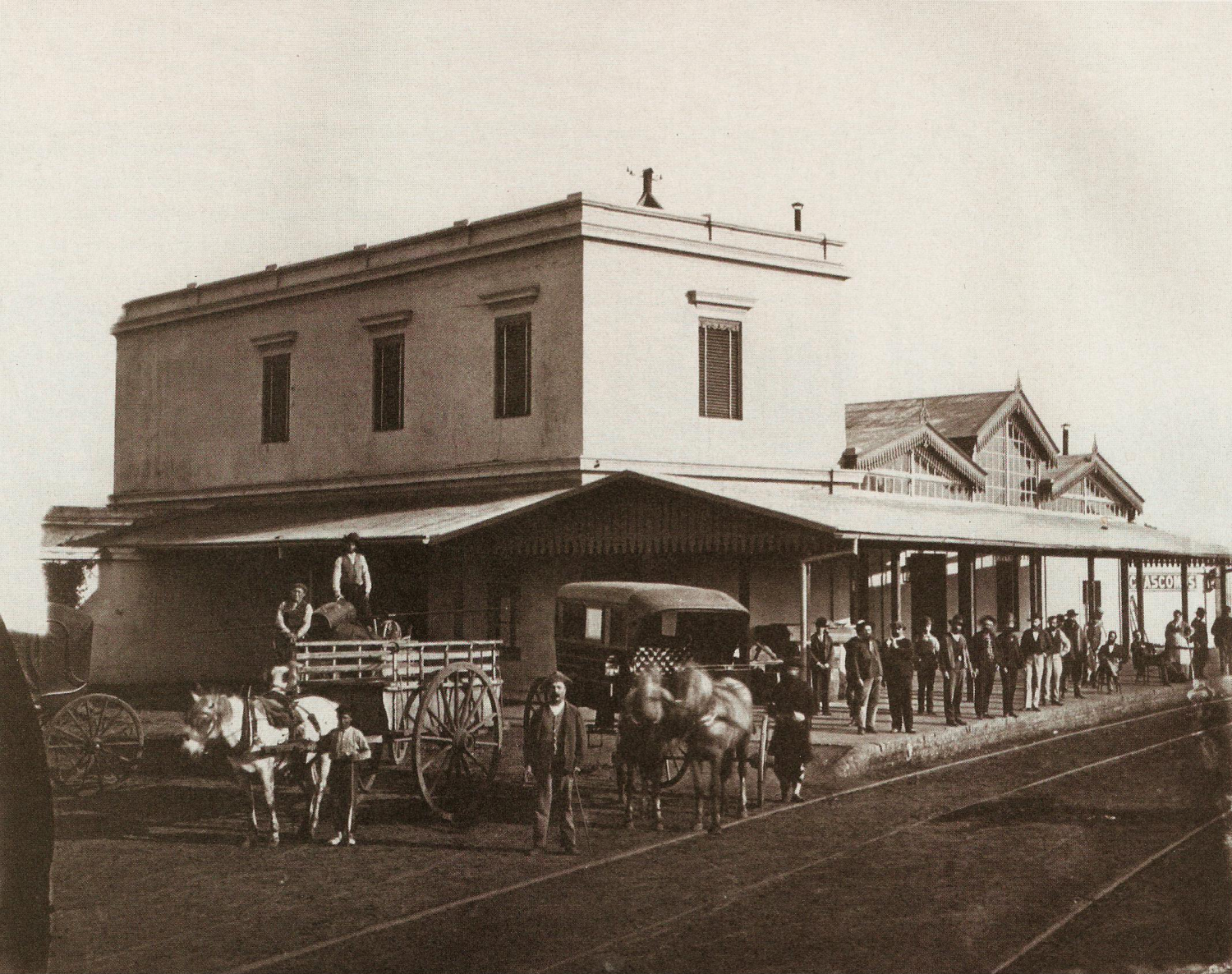

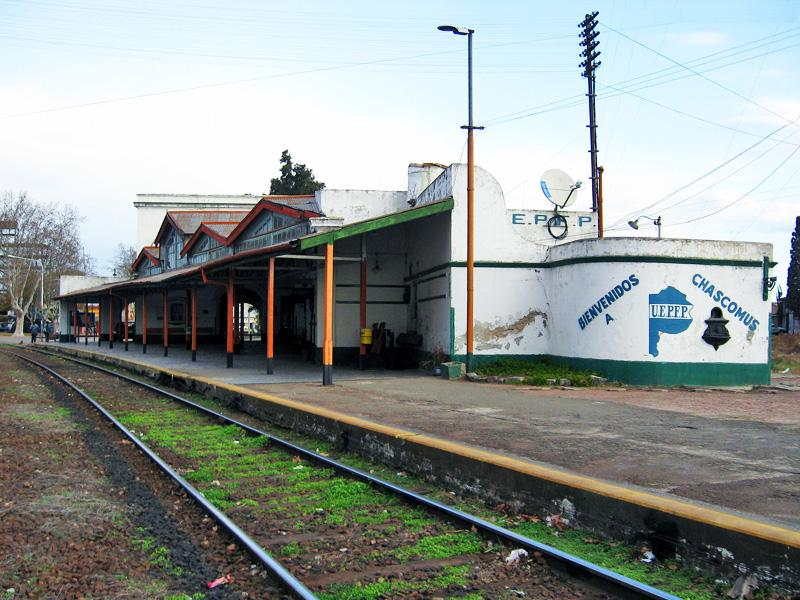

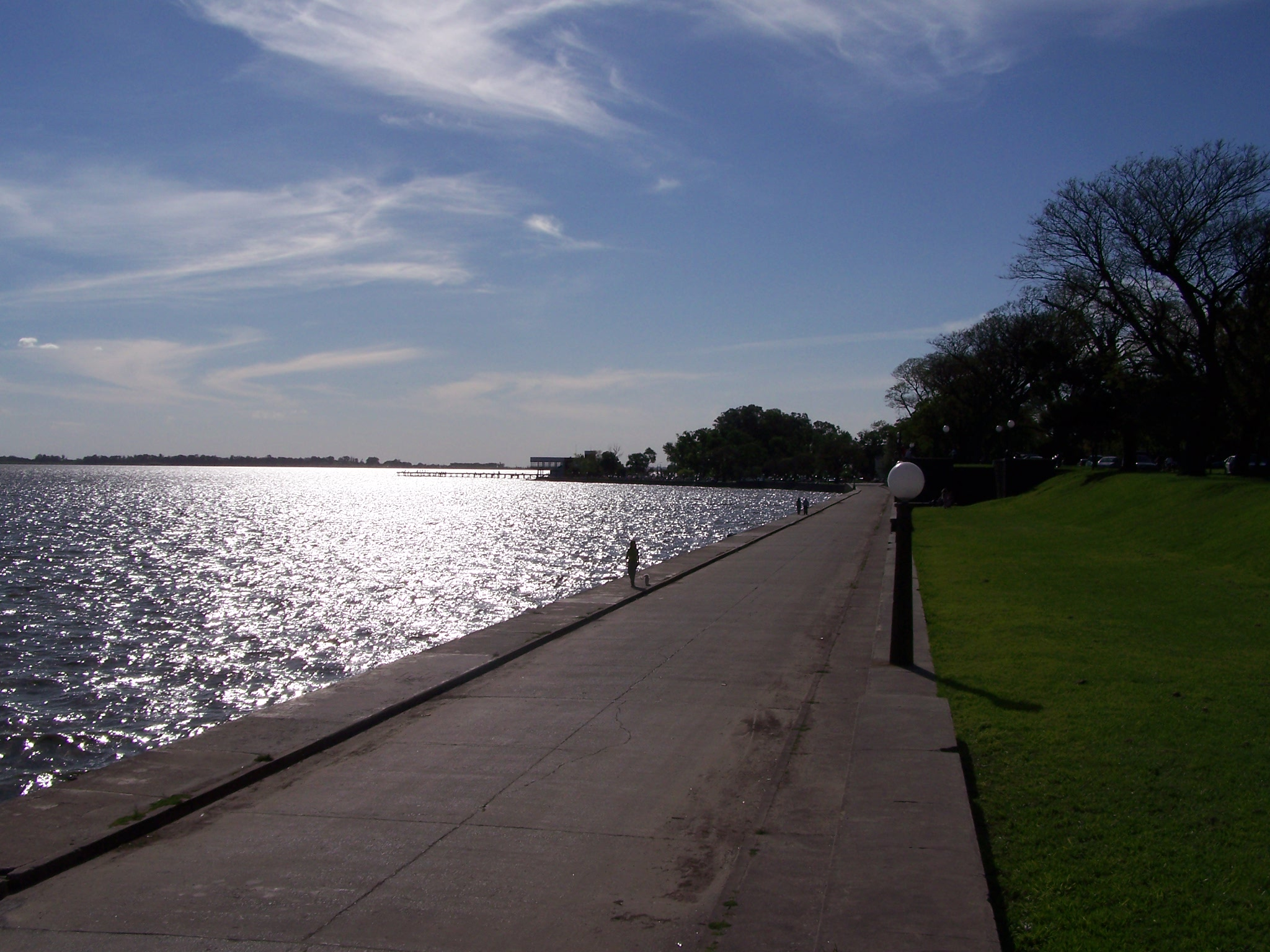

查斯科穆斯是阿根廷的城鎮，位於該國東北部，距離首府布宜諾斯艾利斯123公里，由布宜諾斯艾利斯省負責管轄，始建於1779年5月30日，海拔高度16米，2010年人口42,277。

## 外部連結
- （西班牙文） Municipal website